# Islam a Moçambic

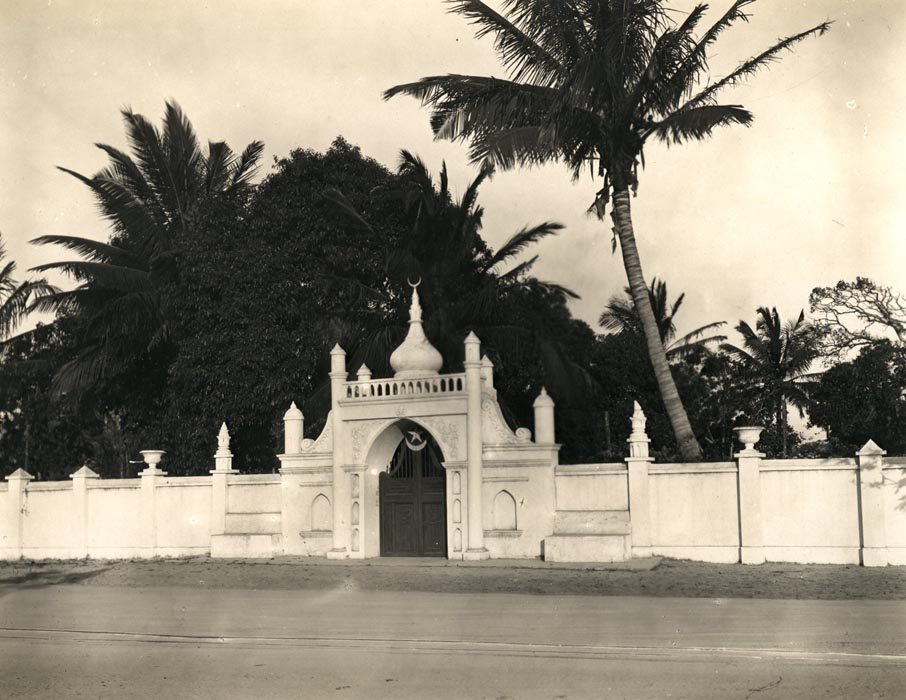
Cementiri musulmà de Beira

L'islam a Moçambic és la religió d'aproximadament el 17.9% de la població total. La immensa majoria de musulmans moçambiquesos pertanyen a l'escola de jurisprudència xafiïta sunnita, encara que hi ha registrats alguns ismailites  xiïtes. Els musulmans són principalment moçambiquesos indígenes, ciutadans d'ascendència d'Àsia meridional (Índia i Pakistan) un nombre molt petit d'immigrants d'Àfrica del Nord.

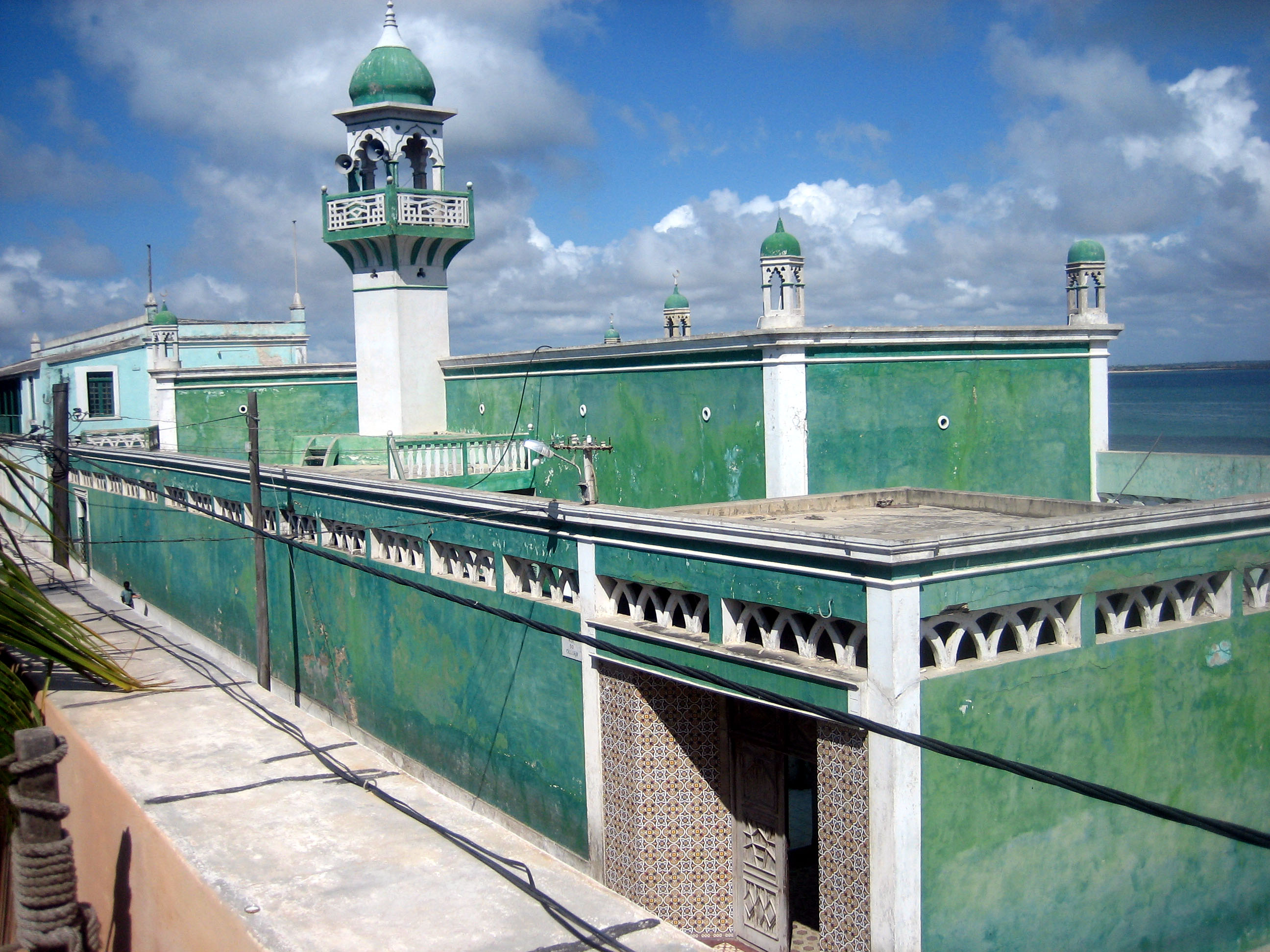
Mesquita a l'illa de Moçambic

## Història precolonial
Moçambic té llargs lligams històrics amb el món musulmà. Inicialment a través de comerciants sufís, la majoria del Iemen, i segles després a través d'un sistema més organitzat de ciutats comercials costaneres, més fortament influenciats pels musulmans ibadites d'Oman establerts al llarg de les costes d'Àfrica oriental.
L'arribada del comerç àrab a Moçambic data del segle IV de l'hègira, quan els musulmans van establir petits emirats a la costa d'Àfrica oriental. Els vincles entre l'Islam i els clans principals de Moçambic han existit des del segle viii, quan l'islam va fer incursions a la costa nord de Moçambic i es va associar amb les elits shirazis dominants.
Des de la fundació del sultanat de Kilwa en el segle X per Ali Ibn al-Hassan Shirazi, l'islam s'havia convertit en una religió important a la regió. L'antic port de Sofala, que es va fer famós pel seu comerç d'ivori, fusta, esclaus, or (per mitjà de Gran Zimbabwe) i del ferro amb l'Orient Mitjà islàmic i l'Índia, va ser un dels centres comercials més importants de la costa de Moçambic. Sofala i gran part de la resta de la costa de Moçambic va format part del sultanat de Kilwa des de l'arribada àrab (es creu que al segle xii) fins a la conquesta portuguesa en 1505.

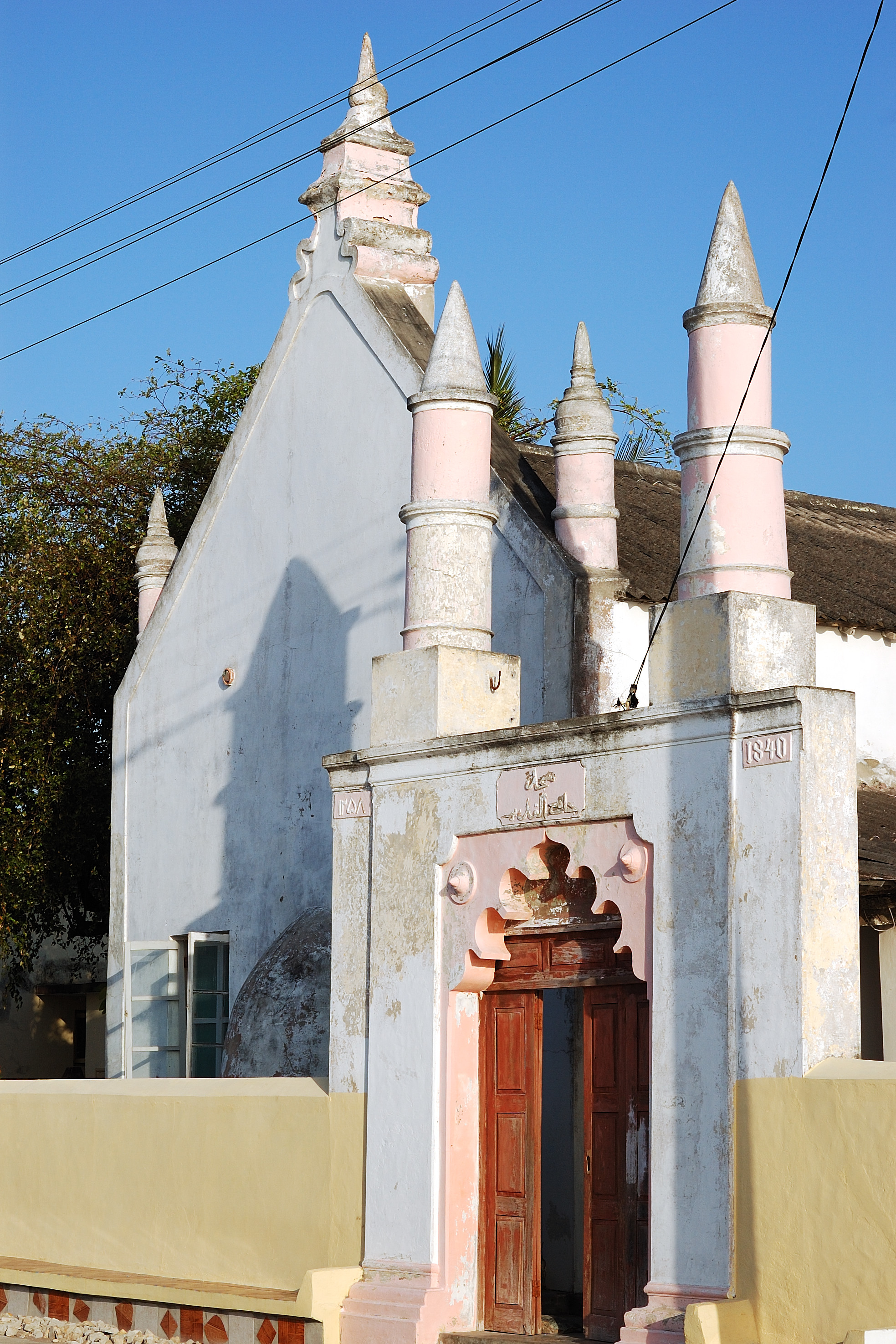
Mesquita d'Inhambane

Durant el període de durada de la dinastia omanita Al Bu Sa'id, els comerciants musulmans ampliaren les seves zones d'intercanvi al llarg de la costa sud. Es creu que gairebé tots els habitants de les ciutats eren musulmans abans de l'arribada dels portuguesos al segle xvi.

## Història colonial
L'islam es va enfrontar a seriosos desafiaments a Moçambic durant l'època colonial. Durant el període de l'Estado Novo (1926-1974), el catolicisme es va convertir en la religió dominant arran d'una aliança formal (Concordat) celebrada entre l'Església i el govern. Només amb l'inici de la guerra d'alliberament l'estat va rebaixare la seva oposició a l'Islam i va tractar de cooptar la religió, a fi d'evitar una aliança entre els musulmans i el moviment d'alliberament dissident.

## Moçambic modern

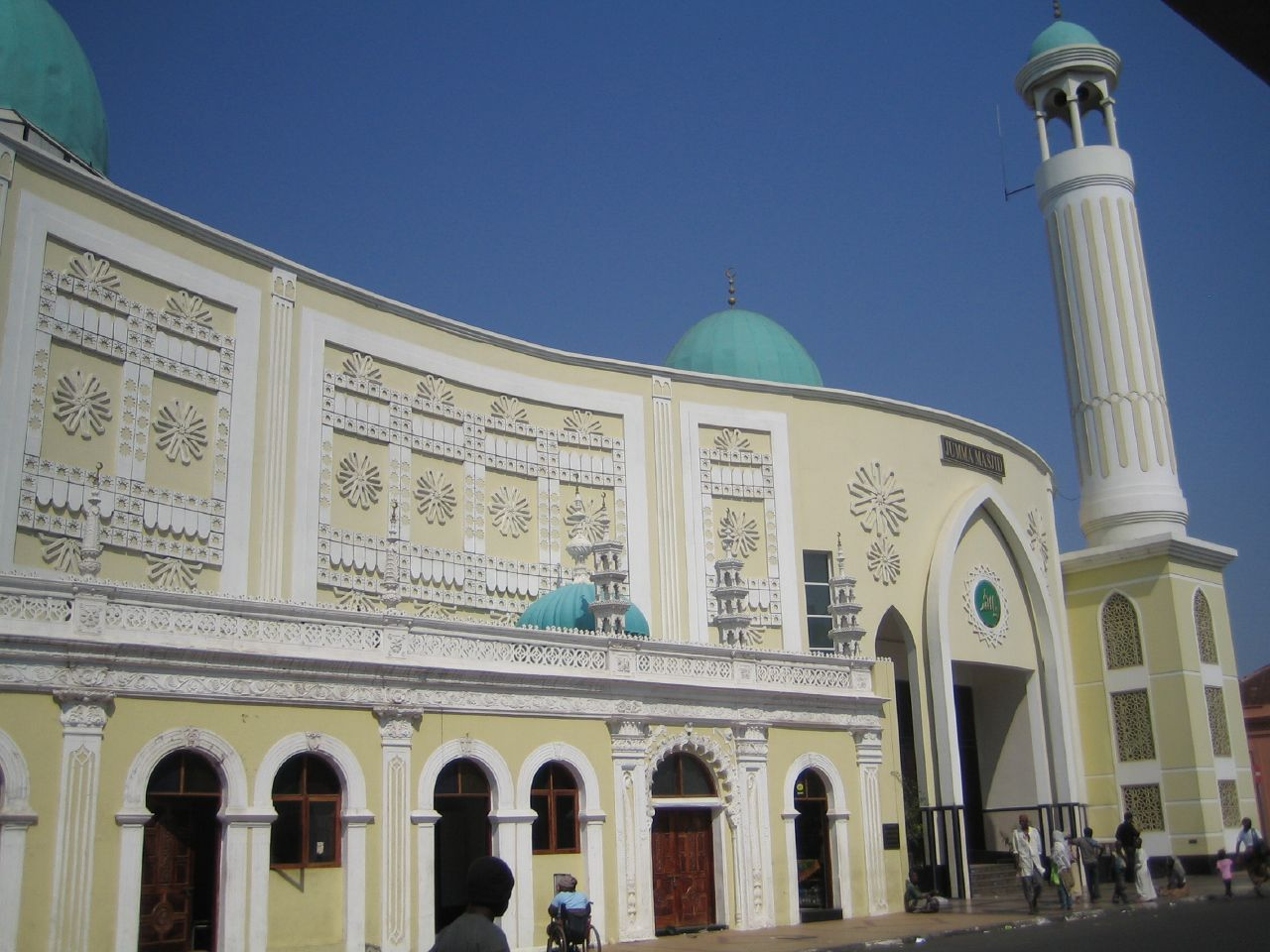
Mesquita de Maputo

Des del final de l'etapa socialista (1989 en endavant), els musulmans han estat capaços de fer proselitisme lliurement i construir noves mesquites. Els musulmans també s'han fet un lloc al parlament. Diversos agències musulmanes sud-africanes i de Kuwait estan actives a Moçambic, la més important l'Agència Musulmana Africana. S'ha establert una Universitat Islàmica a Nampula, amb una sucursal a Inhambane. Moçambic és també un membre actiu de l'Organització de Cooperació Islàmica (OCI).
En lloc de confiar en les nocions carregades culturalment d'un "cap" de régulo, el govern del FRELIMO ha preferit utilitzar el terme "autoritats tradicionals" per indicar un grup de caps i el seu seguici de caps subordinats i sanadors. En comprendre la importància social d'aquest grup, el FRELIMO va restablir gradualment l'"autoritat tradicional".
Mentre que els dirigents musulmans al nord de Moçambic semblen haver recuperat el costat "tradicional" de la seva autoritat i poder amb reformes legals, encara estan en gran part associats amb la direcció i la cultura africana en lloc de l'Islam. A causa d'això, amb prou feines són capaços d'accedir als beneficis o guanyar influència sociopolítica a través de plataformes o organitzacions islàmiques. Aquesta situació ha estat la font de la seva frustració contínua i resistència a la presumpta discriminació racial i cultural perpetrada pel FRELIMO aliat amb wahabites del sud, els afrohindús i hindús de Moçambic.
Mentre que el Sudan, per exemple, ha fet de la xaria la llei de la terra, Moçambic ha fet intents per reconèixer els dos matrimonis tradicionals i religiosos.

## Musulmans prominents de Moçambic
- Amade Camal, diputat de la província de Nampula
- Xeic Aminuddin Mohamad, cap del Consell Islàmic

## Vegen també
- Religió a Moçambic